# تصميم متجدد

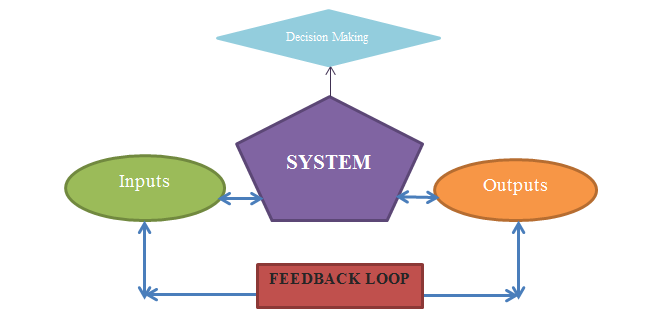

التصميم المتجدد هو منهجية أنظمة شاملة للتصميم ذات منحى عملي. يصف مصطلح «متجدد» العمليات التي تستعيد أو تجدد أو تعيد تنشيط مصادر الطاقة والمواد الخاصة بها. يستخدم التصميم المتجدد تفكير الأنظمة الشاملة بغرض إنشاء أنظمة مرنة وعادلة تدمج احتياجات المجتمع مع سلامة الطبيعة.
يعتمد المصممون على التفكير النُّظمي، ومبادئ تصميم الزراعة المعمرة التطبيقية، بالإضافة إلى عمليات تنمية المجتمع بغرض تصميم نظم بشرية وبيئية. ويتأثر تطوير التصميم المتجدد بالمناهج الموجودة في المحاكاة الحيوية، والتصميم الحيوي، وعلم الاقتصاد البيئي، والاقتصاد الدائري، بالإضافة إلى الحركات الاجتماعية مثل الزراعة المعمرة والانتقال والاقتصاد الجديد. يمكن أن يشير التصميم المتجدد أيضًا إلى عملية تصميم النظم مثل العدالة التصالحية، وعملية العودة إلى الحياة البرية، والزراعة المتجددة.
يطبق جيل جديد من المصممين تصميمات مستوحاة من البيئة على الزراعة، والهندسة المعمارية، وتخطيط المجتمع، والمدن، والمؤسسات، والاقتصاد، وتجديد النظم البيئية. يستخدم العديد من المصممين النماذج المرنة التي لُوحظت في بيئة النظم في عملية تصميمهم، ويدركون أن النظم الإيكولوجية مرنة إلى حد كبير لأنها تعمل في أنظمة حلقات مغلقة. باستخدام هذا النموذج، يسعى التصميم المتجدد إلى الحصول على تغذية استرجاعية في كل مرحلة من مراحل عملية التصميم. تُعد حلقات التغذية الاسترجاعية جزءًا لا يتجزأ من الأنظمة المتجددة من منظور العمليات المستخدمة في الممارسة التصالحية وتنمية المجتمع.
يرتبط التصميم التجديدي بمنهجيات التفكير النظمي وحركة الاقتصاد الجديد. يعتبر «الاقتصاد الجديد» أن النظام الاقتصادي الحالي يحتاج إلى إعادة هيكلة. تستند النظرية إلى افتراض أن البشر والكوكب يجب أن يحظوا بأقصى اهتمامنا، وأن رفاهية الإنسان، لا النمو الاقتصادي، هي ما يجب أن يكون في سلم أولوياتنا.
في حين إن الهدف الأسمى للتنمية المستدامة هو تلبية الاحتياجات الإنسانية الأساسية في هذا العصر دون المساس باحتمال أن تلبي الأجيال القادمة احتياجاتها، يهدف التصميم المتجدد إلى تطوير أنظمة تصالحية ديناميكية وناشئة، ومفيدة للبشر والأنواع الأخرى. عملية التجديد هذه تشاركية وتكرارية وفردية للمجتمع والبيئة اللذين تُطبّق عليهما. تهدف هذه العملية إلى إنعاش المجتمعات والموارد البشرية والطبيعية، وبالنسبة للبعض، المجتمع ككل.
في السنوات الأخيرة، أصبح التصميم التجديدي ممكنًا على نطاق أوسع باستخدام المنصات الاجتماعية والتقنية مفتوحة المصدر والأنظمة التقنية المستخدمة في المدن الذكية. ويشمل أيضًا عمليات تطوير المجتمع والمدينة مثل جمع ردود الأفعال، والحكم التشاركي، والفرز والموازنة التشاركية.

## التاريخ

### الزراعة المعمرة
صِيغ مصطلح الزراعة المعمرة واستُحدث من قبل ديفيد هولمغرين، الذي كان حينها طالب دراسات عليا في قسم التصميم البيئي في كلية تاسمانيا للتعليم المتقدم، وبيل موليسون، المحاضر الأقدم في علم النفس البيئي بجامعة تاسمانيا، في عام 1978. يعود أصل المصطلح «Permaculture» بالإنجليزية إلى «الزراعة المعمرة-Permanent agriculture»، ولكن وُسّع ليشمل أيضًا «الثقافة المعمرة-Permanent culture» التي صيغت لاحقًا لتصبح «الزراعة المعمرة-Permaculture»، إذ كان من المفهوم أن الجوانب الاجتماعية كانت جزءًا لا يتجزأ من أي نظام مستدام حقيقي كما هو مستوحى من فلسفة الزراعة الطبيعية لدى ماسانوبو فوكوكا. التصميم المتجدد جزء لا يتجزأ من تصميم الزراعة المعمرة.
في عام 1974، بدأ ديفيد هولمغرين وبيل موليسون في العمل معًا على تطوير نظرية وممارسة الزراعة المعمرة، إذ التقيا عندما تحدث موليسون في ندوة في قسم التصميم البيئي وبدأا العمل معًا، وخلال سنواتهما الثلاث الأولى معًا، عمل موليسون في تطبيق أفكارهما، وكتب هولمغرين المخطوطة لما أصبح لاحقًا «الزراعة المعمرة الأولى: نظام زراعي مستدام للمستوطنات البشرية» أثناء إكماله دراسات التصميم البيئي، وقدمها كمرجع رئيسي لأطروحته. ثم سلم المخطوطة إلى موليسون للتحرير والإضافات، قبل نشرها في عام 1978.

### الزراعة العضوية المتجددة
صاغ روبرت رودال، ابن رائد العضوية الأمريكية ومؤسس معهد رودال، ج. ي. رودال، مصطلح «الزراعة العضوية المتجددة». إذ ميز هذا المصطلح نوعًا من الزراعة يتجاوز مجرد «زراعة مستدامة». الزراعة العضوية المتجددة «تستفيد من الميول الطبيعية للنظم الإيكولوجية لتجديد ذاتها عندما يُستثار استقرارها. وبهذا المعنى الأساسي، تُميز عن الأنواع الأخرى من الزراعة التي تعارض أو تتجاهل قيمة تلك النزعات الطبيعية». يتميز هذا النوع من الزراعة «بالميول نحو حلقات غذائية مغلقة، وتنوع أكبر في المجتمع الأحيائي، وتقليل عدد المحاصيل الحولية وزيادة المحاصيل المعمرة، وزيادة الاعتماد على الموارد الداخلية بدلًا من الموارد الخارجية».
رأى جون ت. لايل (1934–1998)، أستاذ هندسة المناظر الطبيعية، العلاقة بين المفاهيم التي طورها بوب رودال للزراعة المتجددة وفرصة تطوير أنظمة متجددة لجميع جوانب العالم الأخرى. بينما ركزت الزراعة المتجددة على الزراعة فقط، وسع لايل مفاهيمها واستخدامها في جميع النظم. أدرك لايل أنه عند تطوير أنواع أخرى من الأنظمة، يجب أن تؤخذ في الاعتبار الأفكار الأكثر تعقيدًا مثل الإنتروبيا (القصور الحراري) والطاقة المجسدة.

### تصميم متجدد في البيئة المبنية
في عام 1976، تحدى لايل طلاب الدراسات العليا في هندسة المناظر الطبيعية في جامعة كاليفورنيا للعلوم التطبيقية في بومونا «لتصور مجتمعٍ استندت فيه الأنشطة اليومية إلى قيمة المعيشة ضمن حدود الموارد المتجددة المتاحة دون تدهور بيئي». خلال العقود القليلة اللاحقة، طورت مجموعة منتقاة من الطلاب والأساتذة والخبراء من جميع أنحاء العالم ومن تخصصات عديدة تصاميمَ لبناء معهد في جامعة كاليفورنيا للعلوم التطبيقية في بومونا. في عام 1994، افتُتح مركز لايل للدراسات التجديدية بعد عامين من البناء. في نفس العام، نُشر كتاب لايلي «التصميم التجديدي للتنمية المستدامة».  في عام 1995، عمل لايل مع وليام مكدونه في كلية أوبرلاين على تصميم مركز آدم جوزيف لويس للدراسات البيئية الذي اكتمل في عام 2000. في عام 2002، نُشر كتاب مكدونه، بعنوان من المهد إلى المهد: إعادة صياغة الطريقة التي نصنع بها الأشياء، مكررًا المفاهيم التي طورها لايل. طور المهندس المعماري السويسري والتر ر. شتاهيل مقاربات مشابهة تمامًا لنُهج لايل أيضًا في أواخر سبعينيات القرن العشرين، ولكن بدلًا من ذلك، صاغ مصطلح تصميم المهد إلى المهد الذي اشتُهر به مكدونه ومايكل براونغارت.
سيم فان دير رين هو مهندس معماري ومؤلف ومعلم يتمتع بخبرة تزيد عن 40 عامًا في دمج المبادئ البيئية في البيئة المشيَّدة. من بين منشوراته البالغ عددها ثمانية، يُعد أكثر كتبه تأثيرًا كتاب «التصميم البيئي»، الذي نُشر عام 1996، ويوفر إطارًا لدمج التصميم الإنساني مع الأنظمة الحية. يتحدى الكتاب المصممين لتجاوز «المباني الخضراء» لإنشاء المباني والبنية التحتية والمناظر الطبيعية التي حقًا تعيد النظم البيئية المحيطة وتجددها.

## الفرق بين الأخضر والمستدام والمتجدد
هناك فرق مهم بين الكلمات «الأخضر» و«المستدام» و«المتجدد» يجب أن يُوضّح هو وكيفية تأثيرها على التصميم.

### التصميم الأخضر
في مقالة الانتقال من التصميم الأخضر إلى التصميم المتجدد، يستكشف ريموند ج. كول مفهوم التصميم المتجدد وماذا يعني بالمقارنة مع التصميم «الأخضر» و«المستدام». يحدد كول ثماني سمات رئيسية للمباني الخضراء:
- تقلل من الأضرار التي لحقت المواقع الطبيعية أو الحساسة
- تقلل من الحاجة إلى بنية تحتية جديدة
- تقلل من التأثيرات على الميزة الطبيعية وبيئة الموقع أثناء البناء
- تقلل من الأضرار البيئية المحتملة الناجمة عن الانبعاثات والتدفقات الخارجية
- تقلل من المساهمات في الأضرار البيئية العالمية
- تقلل من استخدام الموارد كالطاقة والمياه والمواد
- تقلل من انزعاج قاطني البناية
- تقلل المواد الضارة والمُهيّجات داخل البناية